# 普卡科查湖
13°41′30″S 71°8′40″W / 13.69167°S 71.14444°W
普卡科查湖（Lake Pucacocha），是秘魯的湖泊，位於該國南部庫斯科大區的基斯皮坎奇省，西北面是辛格里納科查湖，東南面是瓦魯魯米科查湖。